# 6e eeuw v.Chr.
De 6e eeuw v.Chr. (van de christelijke jaartelling) is de 6e periode van 100 jaar, dus bestaande uit de jaren 600 tot en met 501 v.Chr. De 6e eeuw v.Chr. behoort tot het 1e millennium v.Chr.

## Langjarige gebeurtenissen en ontwikkelingen
Midden-Oosten

Evolutie van het Perzische Rijk

- Onder Nebukadnezar II (605-562 v.Chr.) komt het Nieuw-Babylonische Rijk tot grote bloei. Hij start de bouw van grote bouwwerken in Babylon. Het paleis, de stadsmuren en de tempeltoren zijn grotendeels zijn werk. De rijkshoofdstad wordt een wereldstad, die op velen een diepe indruk maakt, waaronder de Joden, die erover schreven in het Oude Testament. Ook de Hangende tuinen van Babylon zijn een toonbeeld van de welvaart in deze periode.
- 587 v.Chr. : Na de vernietiging van de eerste Tempel van Jeruzalem door de Babyloniërs vertrekt een deel van de bevolking van Juda naar Egypte; het grootste deel van de bevolking gaat in ballingschap naar Babylon. In Babylon worden de Judeërs ondergebracht in afgesloten nederzettingen, waardoor zij hun tradities en religie binnen een omgeving met een ander geloof kunnen bewaren.
- 550 v.Chr. : Cyrus II de Grote van het Perzische Rijk komt in opstand en verslaat de Meden.
- 539 v.Chr. : Cyrus II overwint het Babylonische Rijk maar laat de stad Babylon haar cultuur behouden. Wel maakt hij een einde aan de Babylonische ballingschap van de Joden.
- In Egypte heerst de 26e dynastie totdat in
- 525 v.Chr.  in de Slag bij Pelusium. de Perzische koning Cambyses II het Egyptische Rijk verovert.
- 522 v.Chr. : Na de dood van Cambyses II, pleegt Darius I een staatsgreep.
- ca515 v.Chr. : Darius I sticht de hoofdstad Persepolis.
- ca500 v.Chr. : Het Oud-Perzische Rijk bereikt zijn grootste omvang van 6.500.000 km² en bevat het grondgebied van hedendaags Armenië, Turkije, Syrië, Israël, Irak, Iran, Afghanistan, Egypte en delen van Griekenland en Pakistan. (zie kaart).

Handel, scheepvaart en koloniën
- Koning Kroisos van Lydië voert een belangrijke munthervorming in. Voortaan worden er zowel gouden als zilveren staters gebruikt in plaats van de elektrumstater. Het gewicht van een gouden stater is minder dan dat van de elektrum stater: de waarde is gelijkgebleven, maar goud is meer waard dan elektrum. Munten worden algemeen als geld gebruikt, ook in het dagelijks leven.
- In Athene worden onder de tiran Peisistratos de eerste munten geslagen.
- Griekse kolonisten uit Klein-Azië stichten de handelsnederzetting Massilia (Marseille) en planten er ook enkele wijngaarden aan.
- Griekse handelaren knopen handelsrelaties aan met Tartessos en stichten verscheidene nieuwe nederzettingen in Zuid-Spanje. De bekendste van deze Griekse kolonies is Mainaka, het huidige Málaga. Ten slotte worden ze door de Carthagers verdreven.
- De Feniciërs koloniseren de zuidkust van Sardinia, Sicilië en een deel van het Iberisch Schiereiland.

Afrika
- Op de Noord-Afrikaanse kust wordt Utica overvleugeld door Carthago: de westelijke Fenicische koloniën en handelsposten worden door Carthago overgenomen en de stad sticht zelf ook veel nieuwe koloniën.
- De koningen van Carthago worden vervangen door Suffeeten; er worden er elk jaar twee gekozen door de Volksvergadering.

Hellas
- Het Oud-Grieks recht wordt gevormd door juristen als Charondas.
- De Griekse kuststeden van Ionië (de westkust van Klein-Azië) lijden steeds erger onder Perzische druk: de verovering van Egypte en van de Hellespont worden een ernstig obstakel voor hun overzeese handel. Om hun gemeenschappelijke belangen te verdedigen, verenigen verschillende steden zich in een statenbond, het zogenaamde Panionion. Vooral Milete biedt fel weerstand aan de Perzen, die de welvarende handelsstad willen annexeren.
- In Milete, een belangrijke handelsstad aan de kust van Klein-Azië, gelegen op een kruispunt van karavaanroutes, woont in deze eeuw een aantal natuurfilosofen van wie de ideeën zijn overgeleverd, en die we benoemen als School van Milete.

Godsdienst
- Gedurende de Babylonische ballingschap kan de Tempel van Jeruzalem niet langer gebruikt worden om (dieren)offers te brengen en men schakelt over op lezingen uit de Thora, het zingen of bidden van psalmen en hymnen op vaste uren van de dag.
- Het volk Israël bouwt na terugkeer de Tweede tempel van Jeruzalem.
- Tijdens de periode van de Achaemeniden wordt het Zoroastrisme de godsdienst van de heersers en de meeste mensen in Perzië. De nieuwe godsdienst is een vervanging van de verering van traditionele Arische goden; ze benadrukt een universele strijd tussen goede en kwade goden. Zoroastrisme en zijn mystieke leiders, genaamd Magi, zullen een bepalend element in de Perzische cultuur worden.

Europa
- De Etruskische cultuur is de eerste grote beschaving op het Italisch schiereiland, en in hun bloeitijd (7e - 5e eeuw v.Chr.) vormen de Etrusken, die in het huidige Toscane leven,  een van de hoogst ontwikkelde volken van de oudheid. De filigreintechniek, afkomstig uit Syrië, is door de Etrusken uit het Midden-Oosten meegenomen naar Europa. Zij verfraaien hun sieraden met spinnetjes. Het hoogtepunt van deze Etruskische kunst ligt in de 6e-5e eeuw voor Christus.
- Koning Servius Tullius bouwt de eerste stadsmuur van Rome.
- Keltische stammen trekken het Iberisch schiereiland binnen, vestigen zich daar en mengen zich uiteindelijk met de oorspronkelijke bevolking.

Lage landen
- Langs de Fries-Groningse kust vestigen zich de eerste bewoners, die terpen opwerpen om veilig te zijn voor de zee.

## Belangrijke mensen in de 6e eeuw v.Chr.

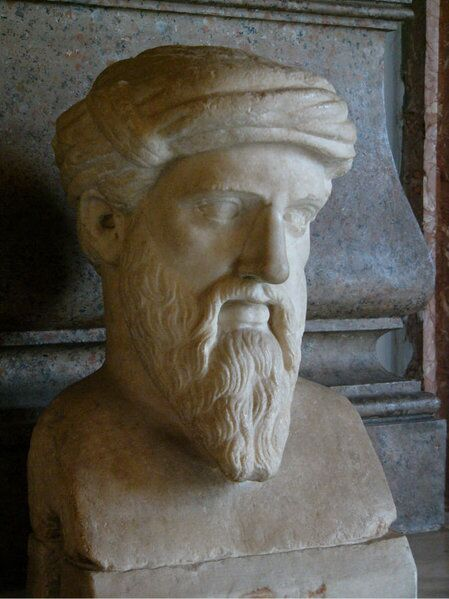
Pythagoras, Romeinse kopie naar een Grieks origineel, Musei Capitolini

- Clisthenes van Sicyon, Grieks staatsman
- Hipponax, Grieks jambisch dichter
- Milo van Croton, Olympisch worstelaar
- Nebukadnezar II, koning van Babylonië
- Polycrates, tiran van het eiland Samos
- Pythagoras, Grieks wiskundige en wijsgeer
- Theognis van Megara, Grieks dichter
- Bias van Priëne, wetgever een van de zeven wijzen

<< · 599-590 · 589-580 · 579-570 · 569-560 · 559-550 · 549-540 · 539-530 · 529-520 · 519-510 · 509-500 · >>
<< · 10e · 9e · 8e · 7e · 6e · 5e · 4e · 3e · 2e · 1e · >>